# Tøyen (metropolitana di Oslo)
Tøyen è una stazione della metropolitana di Oslo situata nel distretto di Gamle Oslo.
Si tratta di una delle sei stazioni ad essere situata su tutte e cinque le linee del locale sistema metroviario tramite il cosiddetto tunnel comune, insieme alle altre stazioni Majorstuen, Nationaltheatret, Stortinget, Jernbanetorget e Grønland.
La stazione della metropolitana di Tøyen non va confusa con l'omonima stazione ferroviaria, localizzata a circa 1,4 km di distanza e facente parte della ferrovia Gjøvikbanen.
La stazione della metropolitana, che giace a 22,2 metri di profondità sotto il livello del mare, venne inaugurata il 22 maggio 1966 come parte dell'espansione delle nuove linee della metropolitana verso i quartieri orientali di Oslo. In passato era anche nota con il nome di "Tøyen-Munchmuseet" per via della vicinanza al Museo Munch: quest'ultimo tuttavia cambiò sede nel 2021 spostandosi presso il quartiere di Bjørvika, pertanto i riferimenti al museo vennero poi rimossi.